# دارخزک سیکیم
دارخزک سیکیم (نام علمی: Certhia discolor) نام یک گونه از سرده دارخزک‌ها است.
پرنده‌ای است کوچک و قهوه‌ای‌رنگ که مرتباً از درخت بالا می‌رود. از دارکوب‌ها و کمرکولی‌ها به وسیله اندازه کوچک، نوک باریک و خمیده و با رفتار ویژه‌اش به آسانی تشخیص داده می‌شود. سطح پشتی قهوه‌ای‌رنگ با رگه‌رگه نخودی و سطح شکمی سفید نقره‌ای دارد.
با جهش‌های کوتاه در حالی که دم سفت خود را به پوست درخت فشار می‌دهد، به طور مارپیچی از آن بالا می رود و به سختی می‌توان آن را روی تنه درخت دید. در زمستان همراه چرخ‌ریسک‌ها دیده می‌شود.